# 爱的痕迹
《爱的痕迹》（羅馬化：Nai Roy Ruk）是一部由Dara Video制作，帕德容琶·砂楚、纳瓦·君拉纳拉领衔主演的泰国情节剧，于2011年9月9日起每周五至周日晚间8时25分至10时35分在泰国第7电视台播出。
2014年11月15日至11月23日，此剧在CCTV-8的海外剧场播出。

## 演员阵容
- 帕德容琶·砂楚 饰演 曼玛琳（Maanmuslin）
- 纳瓦·君拉纳拉 饰演 卡南（Kanon）
- 皮佳娜·莎卡功（英语：Pitchanart Sakakorn） 饰演 Pinsuda（Pin）
- 兰实·西拉南侬